# 溝淵春次
溝淵 春次（みぞぶち はるじ、1903年（明治36年）6月16日 - 1978年（昭和53年）11月7日）は、大正末から昭和期の弁護士、政治家。参議院議員（1期）。

## 経歴
香川県で溝淵岩吉の五男として生まれる。1919年（大正8年）立命館大学法科を卒業した。その後、日本大学研究室で研究した。
1924年（大正13年）高等試験司法科試験に合格し弁護士を開業した。1930年（昭和5年）大阪府会議員に選出され、立憲政友会大阪支部幹事長を務めた。その他、日本アンチモニイ鉱業社長も務めた。
戦後、日本自由党大阪府連幹事長、同選挙対策委員長などを務めた。1951年（昭和26年）5月の第1回参議院議員通常選挙・大阪府地方区補欠選挙に日本自由党公認で出馬して当選し、参議院議員に1期在任した。この間、参議院電気通信委員長などを務めた。その後、第3回通常選挙、第27回衆議院議員総選挙（大阪府第2区）、第4回通常選挙、第5回通常選挙（全国区）に立候補したがいずれも落選した。
1978年（昭和53年）11月7日死去、75歳。死没日をもって勲四等旭日小綬章追贈、従五位に叙される。